# Campionato del mondo di scacchi PCA 1995
Il campionato del mondo di scacchi PCA 1995 fu la seconda edizione del mondiale organizzato dalla Professional Chess Association, fondata dal campione del mondo russo Garry Kasparov in seguito alla sua scissione dalla FIDE. Il titolo fu messo in palio attraverso l'organizzazione di un match, disputato tra lo stesso Kasparov, detentore del titolo, e il grande maestro indiano Viswanathan Anand, a New York tra il 10 settembre e il 13 ottobre del 1995.  Kasparov mantenne ancora una volta il titolo con il punteggio di 10,5-7,5.

## Contesto
Nel 1993, in seguito a polemiche sull'organizzazione del match del campionato mondiale tra lui e Nigel Short, Kasparov aveva fondato una nuova organizzazione, la Professional Chess Association, che organizzò la sfida tra lui e Short, ponendosi apertamente fuori dalla giurisdizione della FIDE, che infatti organizzò il proprio campionato del mondo.
La PCA, ponendosi come alternativa alla FIDE, decise di organizzare il proprio campionato del mondo su una base simile a quello della FIDE, quindi con un torneo interzonale di qualificazione e una serie di match ad eliminazione diretta, il cui vincitore avrebbe affrontato Kasparov.

## Qualificazioni
Il torneo interzonale si svolse a Groninga nel dicembre 1993. Parteciparono 54 giocatori, che si affrontarono in un sistema svizzero di undici turni; i vincitori furono Michael Adams e Viswanathan Anand, e sette giocatori si qualificarono per i match dei candidati.
Ad essi si aggiunse Nigel Short, precedente sfidante di Kasparov nel mondiale 1993. I quarti di finale furono giocati al meglio delle 8 partite (con eventuali spareggi a gioco rapido), le semifinali al meglio delle 10 e la finale al meglio delle 12.
|  | Quarti            | Quarti            | Quarti            |                   |               | Semifinali    | Semifinali | Semifinali |  |  | Finale | Finale | Finale |  |
|  |                   |                   |                   |                   |               |               |            |            |  |  |        |        |        |  |
|  | Gata Kamskij      | Gata Kamskij      | 4,5               |                   |               |               |            |            |  |  |        |        |        |  |
|  | Gata Kamskij      | Gata Kamskij      | 4,5               |                   |               |               |            |            |  |  |        |        |        |  |
|  | Vladimir Kramnik  | Vladimir Kramnik  | 1,5               |                   |               |               |            |            |  |  |        |        |        |  |
|  | Vladimir Kramnik  | Vladimir Kramnik  | 1,5               |                   | Gata Kamskij  | Gata Kamskij  | 5,5        |            |  |  |        |        |        |  |
|  |                   |                   |                   |                   | Gata Kamskij  | Gata Kamskij  | 5,5        |            |  |  |        |        |        |  |
|  |                   |                   | Nigel Short       | Nigel Short       | 1,5           |               |            |            |  |  |        |        |        |  |
|  | Nigel Short       | Nigel Short       | Nigel Short       | Nigel Short       | 1,5           | 6,5           |            |            |  |  |        |        |        |  |
|  | Nigel Short       | Nigel Short       |                   |                   |               |               |            |            |  |  |        |        |        |  |
|  | Boris Gul'ko      | Boris Gul'ko      | 5,5               |                   |               |               |            |            |  |  |        |        |        |  |
|  | Boris Gul'ko      | Boris Gul'ko      | 5,5               |                   | Gata Kamskij  | Gata Kamskij  | 4,5        |            |  |  |        |        |        |  |
|  |                   |                   |                   |                   |               |               |            |            |  |  |        |        |        |  |
|  |                   |                   | Viswanathan Anand | Viswanathan Anand | 6,5           |               |            |            |  |  |        |        |        |  |
|  | Michael Adams     | Michael Adams     | Viswanathan Anand | Viswanathan Anand | 6,5           | 7,5           |            |            |  |  |        |        |        |  |
|  | Michael Adams     | Michael Adams     |                   |                   |               |               |            |            |  |  |        |        |        |  |
|  | Sergej Tivjakov   | Sergej Tivjakov   | 6,5               |                   |               |               |            |            |  |  |        |        |        |  |
|  | Sergej Tivjakov   | Sergej Tivjakov   | 6,5               |                   | Michael Adams | Michael Adams | 1,5        |            |  |  |        |        |        |  |
|  |                   |                   |                   |                   | Michael Adams | Michael Adams | 1,5        |            |  |  |        |        |        |  |
|  |                   |                   | Viswanathan Anand | Viswanathan Anand | 5,5           |               |            |            |  |  |        |        |        |  |
|  | Viswanathan Anand | Viswanathan Anand | Viswanathan Anand | Viswanathan Anand | 5,5           | 5             |            |            |  |  |        |        |        |  |
|  | Viswanathan Anand | Viswanathan Anand |                   |                   |               |               |            |            |  |  |        |        |        |  |
|  | Oleh Romanyšyn    | Oleh Romanyšyn    | 2                 |                   |               |               |            |            |  |  |        |        |        |  |

## Campionato mondiale
Il campionato mondiale si tenne a New York, al 107º piano della torre sud del World Trade Center. Consisté in una sfida al meglio delle 20 partite, delle quali però ne furono giocate solo 18, in quanto Kasparov si era già aggiudicato i punti necessari per la vittoria.
Il match cominciò con una serie di otto patte (la più lunga serie iniziale di patte in un campionato del mondo fino ad allora), dopo la quale Anand vinse col Bianco, mentre Kasparov si aggiudicò la decima partita. Successivamente, Kasparov usò la variante del dragone nella difesa siciliana, raramente giocata ad alti livelli, riuscendo a vincere con questa difesa  sia l'undicesima che la tredicesima partita. Kasparov vinse ancora il 14º incontro, e le restanti partite furono patte.
|                            | 1 | 2 | 3 | 4 | 5 | 6 | 7 | 8 | 9 | 10 | 11 | 12 | 13 | 14 | 15 | 16 | 17 | 18 | 19 | 20 | Totale |
| -------------------------- | - | - | - | - | - | - | - | - | - | -- | -- | -- | -- | -- | -- | -- | -- | -- | -- | -- | ------ |
| Garry Kasparov ( Russia)   | ½ | ½ | ½ | ½ | ½ | ½ | ½ | ½ | 0 | 1  | 1  | ½  | 1  | 1  | ½  | ½  | ½  | ½  | -  | -  | 10,5   |
| Viswanathan Anand ( India) | ½ | ½ | ½ | ½ | ½ | ½ | ½ | ½ | 1 | 0  | 0  | ½  | 0  | 0  | ½  | ½  | ½  | ½  | -  | -  | 7,5    |